# Paola Cardia
Paola Cardia (Capoterra, 25 giugno 1952) è un'ex calciatrice italiana, di ruolo centrocampista.
Ha giocato in Serie A con Cagliari, Piemonte Juventus, Milano, Padova, Bologna e Jolly Catania.
Ha giocato con la Nazionale italiana